# Ручьевая лягушка
Ручьевая лягушка (Mantidactylus guttulatus) — вид бесхвостых земноводных из рода мадагаскарские лягушки семейства мантеллы. Эндемик острова Мадагаскар. Типовой вид своего рода.

## Внешний вид
Достигают длины тела в 10 см. Близкие родственники лягушки Грандидье (Mantidactylus grandidieri), эти виды часто путают.

## Распространение и места обитания
Обитают на севере и востоке Мадагаскара.
Встречаются в тропических и субтропических влажных лесах, где их можно встретить по берегам небольших речек, но исключительно ночью и во влажный сезон. Где они обитают в оставшуюся часть года и где происходит их размножение, науке пока неизвестно.

## Ручьевая лягушка и человек
Данный вид активно употребляется местным населением в пищу, его представители постоянно продаются на рынке столицы Мадагаскара — Антананариву. Ручьевые лягушки многочисленны и широко распространены, но их численность сокращается из-за отлова, а также потому, что площадь тропических лесов сокращается из-за расчистки под пашню, лесозаготовок, производства древесного угля, распространения инвазивного эвкалипта, выпаса скота и расширения населённых пунктов. Не относятся к числу охраняемых видов.